# Paul Hester

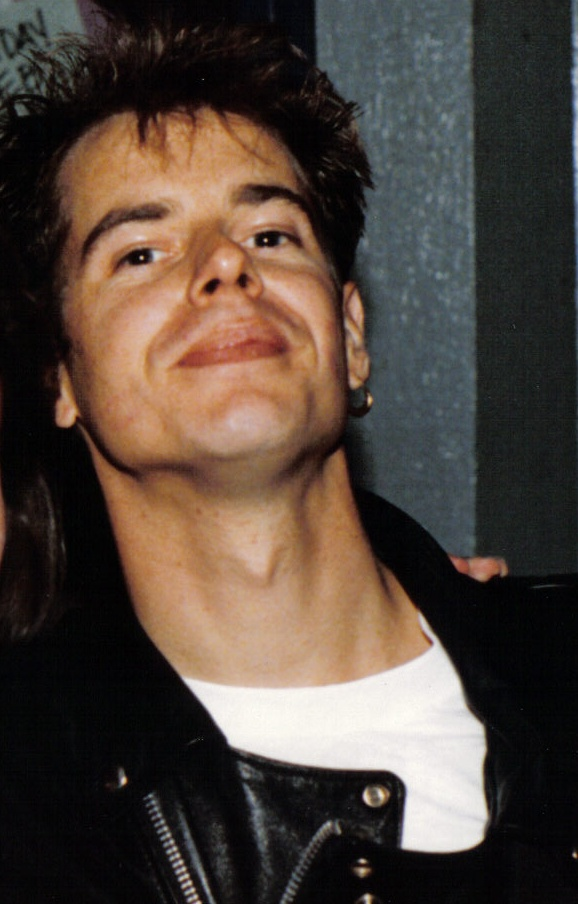
Paul Hester 1987

Paul Newell Hester (* 8. Januar 1959 in Melbourne; † 26. März 2005 ebenda) war ein australischer Popmusiker. Seine größten Erfolge feierte er als Schlagzeuger der Bands Split Enz und Crowded House.
Hester wurde bereits in jungen Jahren von seiner Mutter, selbst Jazzschlagzeugerin, intensiv gefördert. Sein Talent mit dem Schlagzeug zeigte sich schnell. Nachdem er sich zunächst mit verschiedensten Jobs durchgeschlagen hatte, entschied er sich zu Beginn der 1980er Jahre für eine Karriere als Musiker.
1980 war er Mitbegründer der Band Cheks, die ihren Namen 1982 in Deckchairs Overboard änderte. Als die neuseeländische Band Split Enz Ende 1983 einen neuen Schlagzeuger suchte, nahm Hester auf Vorschlag von Rob Hirst, dem Schlagzeuger der Band Midnight Oil, an einer Probesession teil und wurde daraufhin Bandmitglied.
Nach der Auflösung von Split Enz im Jahr 1984 beschlossen Hester und Neil Finn, eine neue Band zu gründen; es war die Geburtsstunde von Crowded House. Mit dieser Band feierte Hester internationale Erfolge. Die Debütsingle Don’t Dream It’s Over stieg bis auf Platz 2 der US-Billboard-Charts. Das erste Album der Band erreichte Platz 12.
Als der Druck des ständigen Tourens und der Wunsch, mehr Zeit mit seiner neugeborenen Tochter verbringen zu können, größer wurden, stieg Hester 1994 aus der Band aus, mit der er aber 1996 noch einmal ein großes Abschiedskonzert gab. Danach war er häufiger Gast in australischen Fernseh- und Radioshows und er eröffnete in Elwood Beach ein Restaurant. Nach seiner musikalischen Pause schloss er sich der Band Largest Living Things an, mit der er in Australien einige EPs veröffentlichte.
Hester, der jahrelang an Depressionen litt, erhängte sich im Alter von 46 Jahren in einem Park in Melbourne. Er hinterließ seine Freundin Mardi und zwei Töchter im Alter von acht und zehn Jahren.